# 多依娜·罗布
多依娜·罗布（羅馬尼亞語：Doina Robu，1967年7月22日—），旧姓丘卡努（Ciucanu），罗马尼亚赛艇运动员。她曾代表罗马尼亚参加1988年、1992年和1996年夏季奥林匹克运动会赛艇比赛，获得一枚银牌。